# RoboCup
Чемпионат мира по футболу среди роботов (англ. Robot Soccer World Cup, RoboWorld Cup, RoboCup) — международные соревнования среди роботов, первые из которых прошли в 1996 году. Целью является создание автономных роботов-футболистов для содействия научным исследованиям в области искусственного интеллекта.
Официальная цель проекта:

К середине 21-го века команда полностью автономных человекоподобных роботов-футболистов должна выиграть футбольный матч, соблюдая правила FIFA, у победителя Чемпионата мира по футболу среди людей.
В рамках соревнования существуют и другие виды состязаний,  не связанных с футболом — танцы роботов, бытовые роботы, роботы-спасатели, промышленные роботы, компьютерные симуляции и другие (см. ниже).

## Категории состязаний
Соревнование делится на следующие основные состязания, в каждое из которых по состоянию на конец 2019 года входит нескольких лиг:

### RoboCupSoccer
RoboCupSoccer — состязания роботов-футболистов включают следующие лиги:
- RoboCupSoccer Humanoid League — состязание автономных человекоподобных роботов-футболистов, дизайн и программное обеспечение которых создаётся командами-участниками самостоятельно. Помимо футбольных соревнований, решаются технические задачи, такие, как динамичная ходьба, бег и удар по мячу при сохранении баланса, визуального восприятия мяча, других игроков, а также поля, собственной локализации, командной игры и др.[5]
- RoboCupSoccer Standard Platform League (ранее Four Legged League) — состязание роботов-футболистов, когда все команды состоят из одинаковых роботов. Роботы работают полностью автономно, то есть без какого-либо контроля со стороны человека или компьютера. Изначально состязание проводились между роботами AIBO, позже к ним присоединились роботы Nao.[6]
- RoboCupSoccer Middle Size League — состязание роботов-футболистов средних размеров (не более 50 см в диаметре).
- RoboCupSoccer Small Size League — состязание роботов-футболистов малых размеров (не более 18 см в диаметре).
- RoboCupSoccer Simulation League (robocup-sim[7] — рус. Симуляционная лига) — одна из старейших лиг, в которой соревнуются компьютерные программы, моделирующие процесс игры в футбол на виртуальном компьютерном поле независимо движущимися программными игроками (агентами). Лига фокусируется на искусственном интеллекте и командной стратегии и состоит, в свою очередь, из 2 подлиг[8]:
  - RoboCup 2D Soccer Simulation — лига двухмерной симуляции.
  - RoboCup 3D Soccer Simulation — лига трёхмерной симуляции.

### RoboCupRescue
RoboCupRescue — состязания роботов, связанные с поиском пострадавших, ориентацией на местности и работой в районах стихийных бедствий:
- RoboCupRescue Robot League — роботы исследуют специально построенные лабиринты, симулирующие районы бедствий, ищут пострадавших, идентифицируют их признаки жизни и формируют карту местности с отметками мест нахождения пострадавших.
- Rescue Simulation League — состязание программ-симуляторов роботов и различных программных алгоритмов, связанных с поиском, ориентацией на местности и работой в районах стихийных бедствий.

### RoboCup@Home
Состязания, дебютировавшие в 2006 году и акцентирующие внимание на внедрении роботов в человеческое общество, включают следующие лиги:
- Open Platform (Открытая платформа) — в соревнованиях принимают участие роботы, созданные на любой пользовательской платформе[10]
- Domestic Standard Platform — в соревнованиях принимают участие роботы, созданные на стандартной платформе Toyota Human Support Robot (HSR).[11]
- Social Standard Platform — в соревнованиях принимают участие роботы, созданные на стандартной платформе Softbank Robotics Pepper.[12]

### RoboCupIndustrial
- RoboCup@Work — состязание, дебютировавшее в 2016 году, "targets the use of robots in work-related scenarios"
- RoboCup Logistics League — состязание, дебютировавшее в 2012 году, лига, управляемая приложениями, вдохновленная индустриальным сценарием умной фабрики is an application-driven league inspired by the industrial scenario of a smart factory

### RoboCupJunior
Состязания для роботов молодых участников включают следующие лиги:
- Состязание по футболу
- Состязание по танцам[3]
- Состязание по спасению
- Общее состязание

## История
В июне 1993 года группа исследователей из Японии решила организовать соревнования между роботами. Для проекта было выбрано название RoboCup (Robot World Cup Initiative). 
В сентябре 1993 года был разработан первый проект правил. Обсуждение организации таких соревнований и технических деталей проходили на различных конференциях, включая AAAI 1994 года,  JSAI Symposium. 
На конференции IJCAI 1995 года, проходившую в Монреале, было объявлено о первом чемпионате по футболу между роботами в 1997 году, который должен был пройти вместе с конференцией IJCAI в Нагое. Так же было решено провести предварительный матч Pre-RoboCup-96.
Российская команда "STARKIT" из МФТИ стала Чемпионом на Мировом чемпионате в лиге RoboCup Humanoid League в 2021 году.

### Места проведения
| Год  | Место                 | Количество команд | Количество стран |
| ---- | --------------------- | ----------------- | ---------------- |
| 2021 | Проводился виртуально |                   |                  |
| 2019 | Сидней                |                   |                  |
| 2018 | Монреаль              |                   | 40               |
| 2017 | Нагоя                 |                   |                  |
| 2016 | Лейпциг               |                   |                  |
| 2015 | Хефей                 | 310               | 47               |
| 2014 | Жуан Песоа            |                   |                  |
| 2013 | Эйндховен             |                   |                  |
| 2012 | Мехико                |                   |                  |
| 2011 | Стамбул               |                   |                  |
| 2010 | Сингапур              | 500               | 40               |
| 2009 | Грац                  | 407               | 43               |
| 2008 | Сучжоу                | 373               | 35               |
| 2007 | Атланта               | 321               | 39               |
| 2006 | Бремен                | 440               | 35               |
| 2005 | Осака                 | 330               | 31               |
| 2004 | Лиссабон              | 345               | 37               |
| 2003 | Падуя                 | 238               | 35               |
| 2002 | Фукуока / Пусан       | 188               | 29               |
| 2001 | Сиэтл                 | 141               | 22               |
| 2000 | Мельбурн              | 110               | 19               |
| 1999 | Стокгольм             | 85                | 23               |
| 1998 | Париж                 | 63                | 19               |
| 1997 | Нагоя                 | 38                | 11               |
| 1996 | Осака                 | 8                 | -                |

## Комментарий
1. ↑  К 2050 году.[1]